# زیردریایی ال-۲۱

زیردریایی ال - ۲۱

زیردریایی ال-۲۱ (به انگلیسی: Soviet submarine L-21) یک زیردریایی بود که طول آن ۸۵٫۳ متر (۲۷۹ فوت ۱۰ اینچ) بود. این زیردریایی در سال ۱۹۴۰ ساخته شد.